# Kristof Magnusson
Kristof Magnusson (született Kristof Weitemeier-Magnusson;  Hamburg, 1976. március 4. –) izlandi-német író és fordító. Berlinben él.
Egyházzenészi tanulmányai után irodalmi és színpadi írást tanult Lipcsében és Berlinben, valamint izlandi irodalmat Reykjavíkban.
Munkássága elbeszélésekből, esszékből és riportokból, valamint regényekből és színpadi művekből áll. Ismertségét Männerhort (2002) című vígjátékának köszönheti, amit több mint nyolcvan színházban mutattak be a világ különböző országaiban.
Magyarul Használati utasítás Izlandhoz című műve olvasható (fordította Balla Judit, 2017). Kötetében Magnusson esszéisztikus módon, megfigyelések és anekdoták révén mutatja be a szigetország történelmét és kultúráját.